# Yun Chi-ho
Yun Chi-ho (* 26. Dezember 1865 in der Provinz Chungcheongnam-do, damaliges Korea, heutiges Südkorea; † 9. Dezember 1945 in der Unterprovinz Keikidō, Provinz Chōsen, damaliges Japanisches Kaiserreich, heutiges Südkorea) war ein koreanischer Politiker, Unabhängigkeitsaktivist und Journalist. Sein Neffe war Yun Bo-seon.